# Aqköl (periodisk sjö)
Aqköl är en saltsjö i Kazakstan.   Den ligger i oblystet Zjambyl, i den södra delen av landet, 900 km söder om huvudstaden Astana. Arean är 48 kvadratkilometer.